# Calmar läns och Ölands tidning
Calmar Läns och Ölands Tidning var en dagstidning i Kalmar 1839-1842. Tidningen gavs också ut 1846 som Kalmar Läns tidning.
Prospekt för tidningen 5 december 1838 samt 2 januari 1839. Tryckare var A. F. Wåhlin 1838-1839 och  August Westin 1840-1942. Typsnitt var fraktur. Tidningen var tvådagarstidning onsdag och lördag 1839-1841 och blev veckotidning med onsdag som publiceringsdag 1842. Den hade 4 sidor i kvartoformar med 2 spalter 1839 och hade sedan folioformat med 3 spalter till 1942. Kostnaden var 3 riksdaler banko 1839-1841 och 2 riksdaler banko 1842.
Utgivningsbevis för tidningen utfärdades 4 december 1838 för kammarjunkaren August Wilhelm Stjerngranat  och senare 24 december 1841 för  boktryckaren August Westin som fortsatte den under titeln Kalmar Läns Tidning 1846.

Kalmar Läns Tidning  gavs ut under tiden 4 april till 24 december 1846.
Tidningen trycktes hos August Westin med frakturstil och med träsnitt. Tidningen kom ut på lördagar med 4 sidor i formatet folio med 3 spalter. Priset var 1 riksdaler och 16 skilling banko till årets slut. Utgivningsbevis för boktryckaren August Westin 14 mars 1846, som  var utgivare för tidningen, såsom en fortsättning av Kalmar Läns och Ölands Tidning .